# 格魯什基夫齊 (列季奇夫區)
49°19′50″N 27°41′30″E / 49.33056°N 27.69167°E
赫魯什基夫齊（烏克蘭語：Грушківці）是位於烏克蘭西部的村莊，由赫梅利尼茨基州裡赫梅利尼茨基區的萊蒂奇夫市鎮負責管轄。該村始建於1793年，面積3.2平方公里，海拔高度333米，2001年人口785，人口密度每平方公里245.5人。